# Onze-Lieve-Vrouw-ten-Traankerk

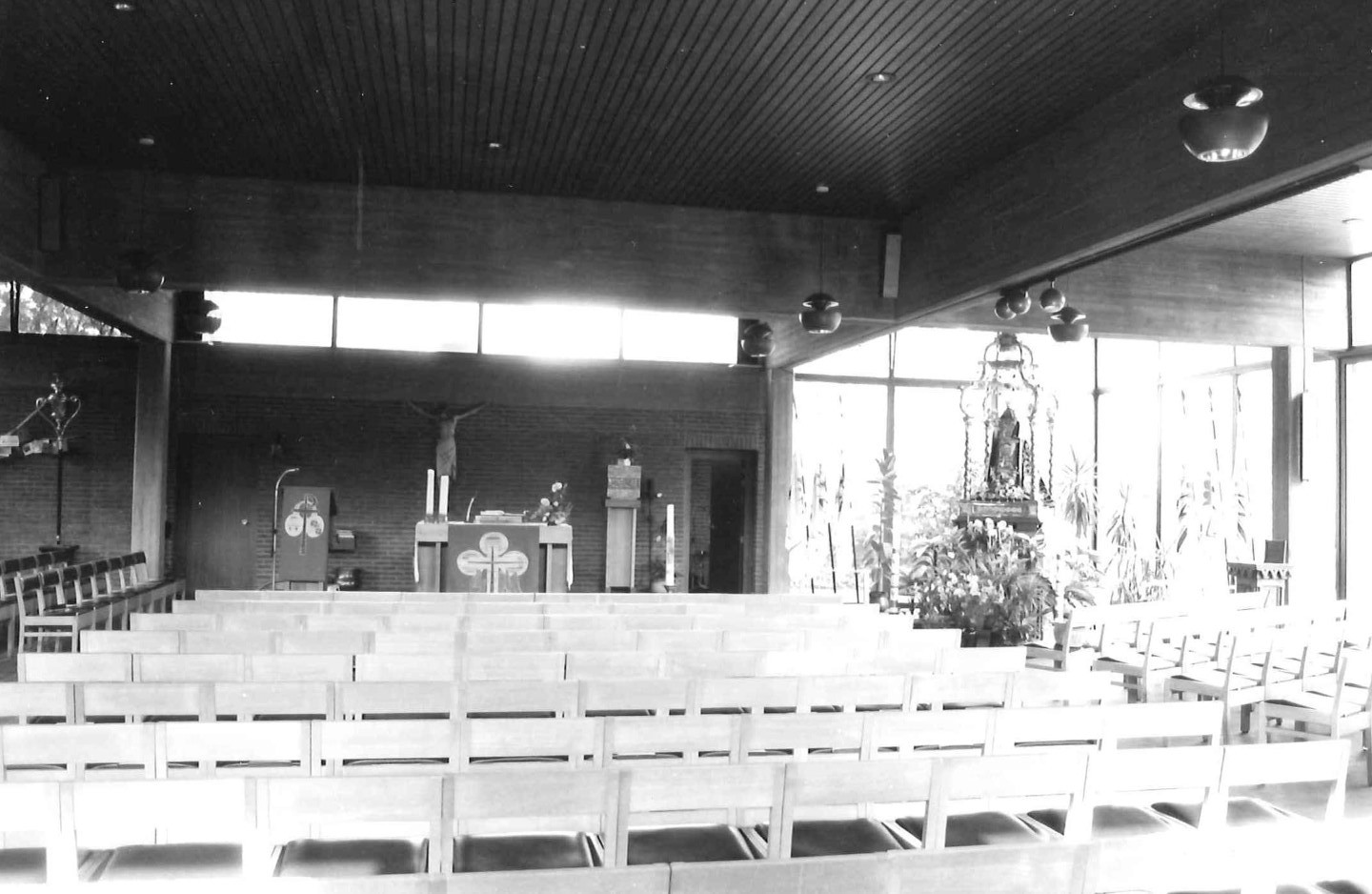
Onze-Lieve-Vrouw-ten-Traankerk, interieur

De Onze-Lieve-Vrouw-ten-Traankerk is de parochiekerk van de tot de Antwerpse gemeente Puurs-Sint-Amands behorende plaats Kalfort, gelegen aan Kalfortdorp 5.
De kerk is gelegen aan de Molenbeek.

## Geschiedenis
In Kalfort bestond een relikwie die, naar verluidt, de tranen van Christus zou bevatten. In 1662 werd hier een bedevaartkapel gebouwd. In 1854-1856 werd in plaats daarvan een kerk gebouwd naar ontwerp van Joseph Schadde in de vorm van een Grieks kruis. Deze had een ingebouwde westtoren.
In 1978-1979 werd een nieuwe kerk gebouwd naar ontwerp van Luc De Boe. Het is een zaalkerk van baksteen en beton in de stijl van het naoorlogs modernisme, met grote ramen en een losstaande open klokkentoren. De kerk heeft een plat dak.
In de kerk werden twee glas-in-loodramen en enkele 18e-eeuwse grafstenen uit de oude kerk verwerkt. Verder bezit de kerk een Mariabeeld uit de 2e helft van de 17e eeuw.